# Municipio de Santa María Ozolotepec
El municipio de Santa María Ozolotepec es uno de los 570 municipios que conforman al estado mexicano de Oaxaca. Pertenece a la región sierra sur.

## Geografía

### Límites municipales
Tiene límites administrativos con los siguientes municipios y/o accidentes geográficos, según su ubicación:
| Noroeste: San Sebastián Río Hondo                  | Norte: Santo Domingo Ozolotepec | Nordeste: Santo Domingo Ozolotepec |
| Oeste: San Mateo Río Hondo, San Miguel Suchixtepec |                                 | Este: San Juan Ozolotepec          |
| Suroeste: San Marcial Ozolotepec                   | Sur: San Mateo Piñas            | Sureste: Santiago Xanica           |

### Fisiografía
El territorio del municipio pertenece a la subprovincia de Sierras Orientales, dentro de la provincia de la Sierra Madre del Sur. Una porción del municipio está en el sistema de topoformas de la Sierra alta compleja y a la Sierra de cumbres tendidas.